# Саймон, Мэри
Мэ́ри Джи́нни Мэй Са́ймон (англ. Mary Jeannie May Simon; род. 21 августа 1947, Кангиксуалуджуак, Квебек) — канадская радиожурналистка, дипломат, политический и государственный деятель. Действующий 30-й генерал-губернатор Канады с 26 июля 2021 года, представляющий короля Канады, первая представительница коренных народов страны на этой должности. В прошлом — посол в Дании (1999—2002). Офицер национального ордена Квебека (1992), офицер ордена Канады (2005).

## Биография
Родилась 21 августа 1947 года в инуитской «северной деревне» Кангиксуалуджуак в округе Кативик района Нунавик региона Север Квебека провинции Квебек. Отец — Боб Мэй (Bob May), менеджер торговой Компании Гудзонова залива, мать — Нэнси. В семье восемь детей, Мэри является второй по старшинству. По отцовской линии имеет английские корни, по материнской — инуитов. Окончила шесть классов федеральной школы. Семья Мэй вела традиционный для инуитов образ жизни, включая натуральное хозяйство, ловлю рыбы и охоту.
В 1970-х работала в CBC North, службе Канадской телерадиовещательной корпорации в Северной Канаде.
С конца 1970-х годов работала в некоммерческой организации Ассоциация инуитов Северного Квебека (с 1978 года — Makivik Corporation), которая защищает права инуитов Квебека, в 1978—1982 годах — вице-президент, до 1985 года — президент. В 1980—1983 годах — член руководства некоммерческой организации «Циркумполярный совет инуитов» (ICC), с 1986 по 1992 год — президент. В 1986 году во главе делегации американских, канадских и гренландских инуитов посетила Москву.
Участвовала в переговорах по Шарлоттаунскому соглашению.
В 1993 году Саймон принимала участие в работе правительственной комиссии по созданию новой территории Нунавут. В 1993 году назначена сопредседателем Королевской комиссии Канады по делам коренных народов.
С 1994 по 2004 год была спецпредставителем Канады по циркумполярным вопросам. Вела переговоры по созданию Арктического совета (учреждён в 1996 году), возглавляла делегации Канады на заседаниях этой организации, а также отвечала за вопросы Арктики и укрепления связей между народами региона в Министерстве международных дел Канады. В 1999—2002 годах работала послом в Дании, в 1997—2002 годах — член общественного совета канадской Комиссии по сотрудничеству в области окружающей среды в рамках Североамериканского соглашения о свободной торговле (НАФТА).
В 1995—1999 годах и в 2002—2003 годах была канцлером Университета Трента в Питерборо в провинции Онтарио.
В 2006—2012 годах — президент некоммерческой организации Inuit Tapiriit Kanatami, отстаивающей интересы инуитов Канады.
6 июля 2021 года назначена генерал-губернатором Канады. Вступила в должность 26 июля.

## «Журавли для Мэри»
Во время визита делегации американских, канадских и гренландских инуитов во главе с Мэри Саймон на Чукотку режиссёр Владимир Григорьевич Патрушев снял хроникально-документальный короткометражный фильм «Журавли для Мэри» (1988, Дальтелефильм), название которому дала песня «Журавли» ансамбля «Эргырон».

## Личная жизнь
В 1967 году вышла замуж за Роберта Отиса (Robert Otis). Затем была замужем за Джорджем Саймоном (George Simon). С 1994 года замужем за журналистом Уитом Фрейзером, имеет троих детей (двух сыновей и дочь).